# Masgalano

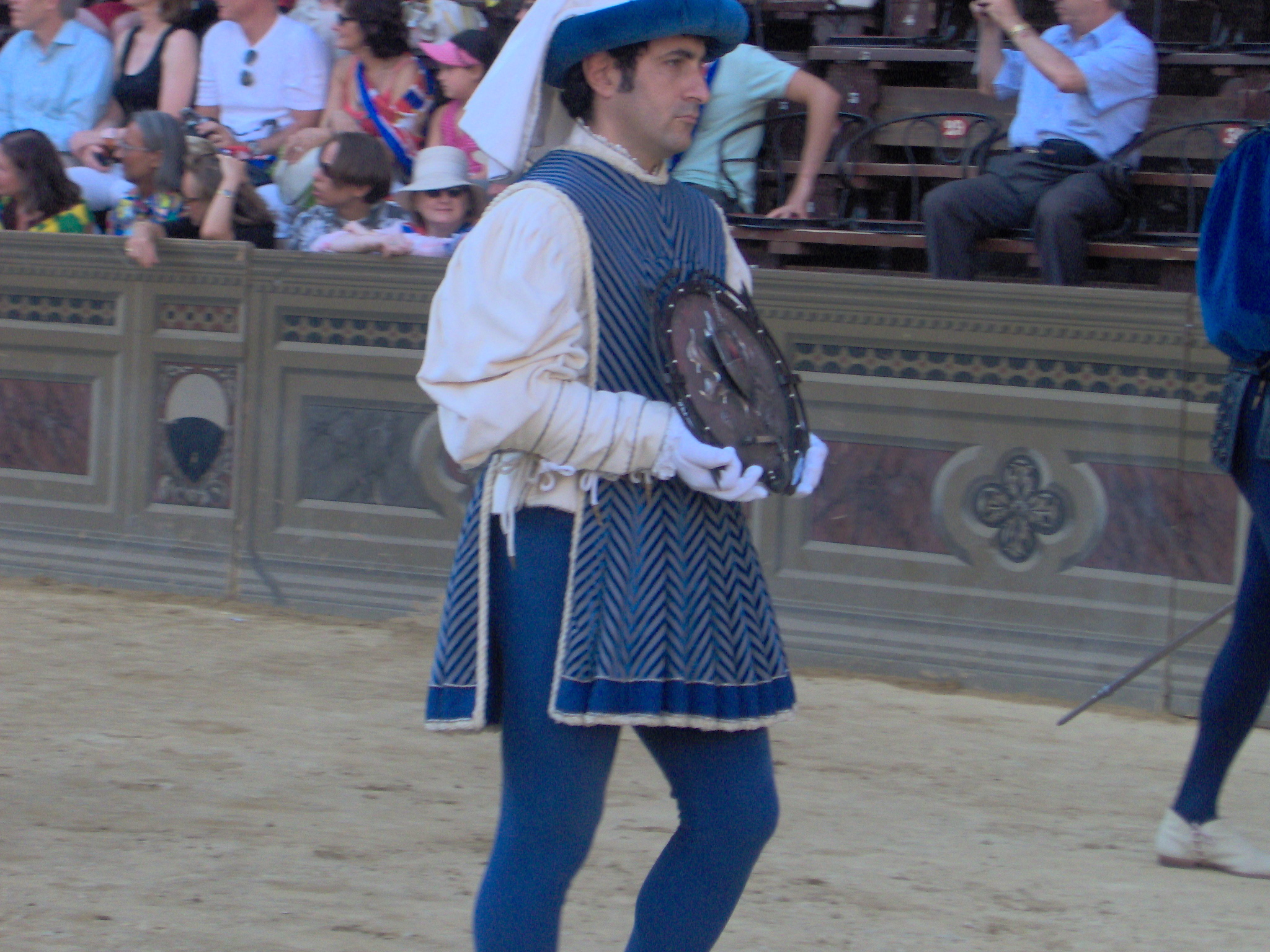
Il Masgalano sfila con il corteo (agosto 2006)

Il Masgalano è il premio che nella città toscana di Siena viene assegnato alla Contrada la cui Comparsa risulta essere la "migliore" per eleganza, dignità di portamento e coordinazione nel corso di entrambi i cortei storici che precedono il Palio.

## Il premio
Il nome è una derivazione dallo spagnolo mas ("più"), e galante ("elegante").
Per antica tradizione, il premio consiste in un vassoio d'argento sbalzato, o un bacile, ma si sta lentamente trasformando in una vera e propria scultura in argento realizzata in genere da deformazioni spaziali di un vassoio. In esso devono obbligatoriamente figurare gli stemmi del Comune di Siena, del Magistrato delle Contrade e del Comitato Amici del Palio.
Viene assegnato da una giuria composta da due rappresentanti per ciascuna delle 17 Contrade e riuniti nel Comitato Amici del Palio. Ogni Contrada nomina annualmente i propri rappresentanti, in genere tra ex-alfieri ed ex-tamburini.
Il Masgalano viene messo in palio dall'amministrazione comunale, ma può essere offerto da enti pubblici, associazioni senesi o da altre istituzioni, la cui veste o funzione sia particolarmente legata alla storia della città.
Ogni forma di pubblicità e propaganda è esclusa.
Il Masgalano, secondo l'antica consuetudine, viene presentato in occasione della presentazione del Drappellone.

## Storia

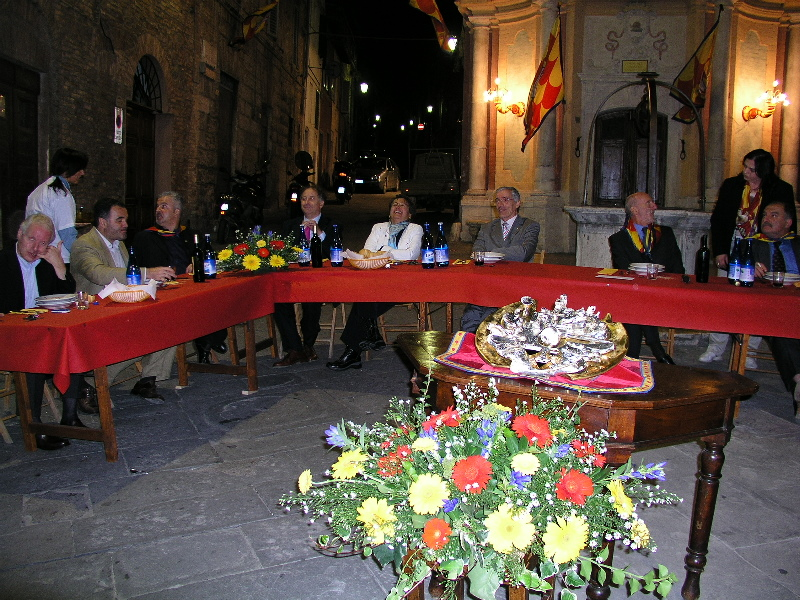
Cena di celebrazione per la vittoria del Masgalano nella Contrada della Chiocciola, 25 settembre 2004

In antichità questo premio era importante quanto il Drappellone messo in palio per la carriera. Veniva assegnato come premio per la migliore "macchina" o la migliore prestanza dei componenti del gruppo armato della Contrada, per la sfarzosità dei costumi. La Contrada della Torre conserva un Masgalano vinto intorno alla metà del XVII secolo.
Dopo una lunga interruzione, il premio è stato ripristinato in occasione del Palio del 16 agosto 1950, al fine di mantenere la disciplina ed accrescere il prestigio del corteo storico.
A partire dal ripristino e fino a tutto il 1959, per ogni Palio (ordinario o straordinario) disputato nel medesimo anno veniva assegnato un Masgalano.
Dal 1960 al 1969 è stato conferito un Masgalano per ogni biennio, e quindi in relazione a quattro Palii ordinari, più un ulteriore Masgalano per ogni Palio straordinario.
A partire dal 1970 fino ad oggi, il Masgalano viene assegnato annualmente e fa riferimento ai Palii ordinari di quell'anno; per ogni Palio straordinario viene attribuito un ulteriore Masgalano.
L'idea di sostituire il tradizionale bacile con un prezioso oggetto-scultura che sfila nella passeggiata storica, nasce all'inizio degli anni ottanta dall'intuizione dell'intellettuale senese Aldo Cairola che volle fortemente questo radicale cambiamento nella tradizione del corteo per adeguare la dignità artistica del Masgalano a quella del Drappellone, che veniva da qualche anno dipinto da artisti internazionali di chiara fama. Il progetto venne approvato e da allora numerosi artisti (senesi e non, come ad esempio Pietro Cascella) si sono confrontati con questo tema.

## Vittorie

### Cronistoria
| Contrada                   | Data              | Offerto da                                                              | Artista                                                      |
| -------------------------- | ----------------- | ----------------------------------------------------------------------- | ------------------------------------------------------------ |
| Istrice                    | 16 agosto 1950    | Comitato Amici del Palio                                                | Aldo Marzi                                                   |
| Drago                      | 2 luglio 1951     | Corporazione dei Macellai                                               | Aldo Marzi                                                   |
| Giraffa                    | 16 agosto 1951    | Magistrato delle Contrade                                               | Oreficeria Betti                                             |
| Bruco                      | 2 luglio 1952     | Industriali del Panforte                                                | Irio Sbardellati                                             |
| Lupa                       | 16 agosto 1952    | Accademia dei Rozzi                                                     | Vittorio Zani                                                |
| Aquila                     | 2 luglio 1953     | Ditta Necchi di Pavia                                                   | Aldo Marzi                                                   |
| Nicchio                    | 16 agosto 1953    | Ditta Sapori                                                            | Aldo Marzi                                                   |
| Chiocciola                 | 2 luglio 1954     | Ente Provinciale Turismo di Siena                                       | Aldo Marzi                                                   |
| Tartuca                    | 16 agosto 1954    | Ente Provinciale Turismo di Siena                                       | Aldo Marzi                                                   |
| Torre                      | 5 settembre 1954  | Comitato Amici del Palio                                                | Bottega Orafa Italiana                                       |
| Torre                      | 2 luglio 1955     | Comitato Amici del Palio                                                | Bottega Orafa Italiana                                       |
| Onda                       | 16 agosto 1955    | Comitato Amici del Palio                                                | Bottega Orafa Italiana                                       |
| Oca                        | 2 luglio 1956     | Comitato Amici del Palio                                                | Aldo Marzi                                                   |
| Pantera                    | 16 agosto 1956    | Accademia Musicale Chigiana                                             | Aldo Marzi                                                   |
| Bruco                      | 2 luglio 1957     | Comitato Amici del Palio                                                | Bottega Orafa Italiana                                       |
| Pantera                    | 16 agosto 1957    | Circolo degli Uniti di Siena                                            | Aldo Marzi                                                   |
| Aquila                     | 2 luglio 1958     | Marcello Melani                                                         | Aldo Marzi                                                   |
| non assegnato              | 16 agosto 1958    | -                                                                       | -                                                            |
| Valdimontone               | 2 luglio 1959     | Consorteria Piccolomini                                                 | Bruno Buracchini                                             |
| Drago Nicchio              | 16 agosto 1959    | Comune di Montalcino                                                    | Aldo Marzi                                                   |
| Nicchio                    | 4 settembre 1960  | Fam. Beccarini Crescenzi                                                | Aldo Marzi                                                   |
| Chiocciola                 | 5 giugno 1961     | Comitato Provinciale Senese                                             | Aldo Marzi                                                   |
| Torre                      | 1960-1961         | Comune di Siena                                                         | Bottega Orafa Italiana                                       |
| Torre                      | 1962-1963         | Comune di Siena                                                         | Mario Bianchini                                              |
| Nicchio                    | 1964-1965         | Comune di Siena                                                         | Italo Migliorini                                             |
| Drago                      | 1966-1967         | Comune di Siena                                                         | Aldo Marzi                                                   |
| Giraffa                    | 24 settembre 1967 | Società italiana per il progresso delle scienze                         | Bottega orafa italiana                                       |
| Giraffa                    | 1968- 1969        | Comune di Siena                                                         | Aldo Marzi                                                   |
| Giraffa                    | 21 settembre 1969 | Camera di commercio di Siena                                            | Mario Bucci                                                  |
| Chiocciola                 | 1970              | Comune di Siena                                                         | Aldo Marzi                                                   |
| Civetta                    | 1971              | Azienda Autonoma Turismo di Siena                                       | Laboratorio Orafo Oropa                                      |
| Bruco                      | 1972              | Congregazione di Monteoliveto                                           | Albert Lassuer                                               |
| Civetta                    | 17 settembre 1972 | Banca Monte dei Paschi di Siena                                         | Oscar Staccioli                                              |
| Giraffa Leocorno           | 2 luglio 1973     | Città di Sovana                                                         | Oscar Staccioli                                              |
| Drago Selva                | 16 agosto 1973    | Città di Milano                                                         | Bottega Orafa Italiana                                       |
| Lupa                       | 1974              | Sorelle dei Poveri di Santa Caterina da Siena                           | Bottega Orafa Italiana                                       |
| Selva                      | 1975              | Città di Bologna                                                        | Bottega Orafa Italiana                                       |
| Lupa                       | 1976              | Azienda Autonoma Turismo di Siena                                       | Bottega Orafa Italiana                                       |
| Onda                       | 1977              | Banca Monte dei Paschi di Siena                                         | Oscar Staccioli                                              |
| Torre                      | 1978              | Comitato Amici del Palio                                                | Donato Martelli                                              |
| Nicchio                    | 1979              | Banca Monte dei Paschi di Siena                                         | Bruno Buracchini, Piero Scaffei                              |
| Giraffa                    | 1980              | Comune dell'Aquila                                                      | Gioielleria Argenteria Antonio Cardilli                      |
| Leocorno                   | 7 settembre 1980  | Fantini del Palio                                                       | Ezio Pollai                                                  |
| Torre                      | 1981              | Associazione ecumenica dei Caterinati                                   | Bruno Buracchini                                             |
| Chiocciola                 | 1982              | Azienda Autonoma Turismo di Siena                                       | Piergiorgio Balocchi                                         |
| Civetta                    | 1983              | Città di Avignone                                                       | Bottega Orafa Avignonese                                     |
| Chiocciola                 | 1984              | Azienda Autonoma Turismo di Siena                                       | Bottega Orafa Brandimarte                                    |
| Giraffa                    | 1985              | Accademia Musicale Chigiana                                             | Piergiorgio Balocchi                                         |
| Nicchio                    | 1986              | Associazione Palcaioli                                                  | Plinio Tammaro                                               |
| Chiocciola                 | 13 settembre 1986 | Azienda Autonoma Turismo di Siena                                       | Bottega Orafa Italiana                                       |
| Drago                      | 1987              | Associazione Provinciale Commercio e Turismo Siena                      | Rino Conforti                                                |
| Tartuca                    | 1988              | Camera Commercio di Siena                                               | Pietro Cascella                                              |
| Onda                       | 1989              | Confartigianato di Siena                                                | Artigiani senesi                                             |
| Bruco                      | 1990              | Comitato Permanente Economi di Contrada                                 | Pier Luigi Olla                                              |
| Drago                      | 1991              | Guide Turistiche di Siena                                               | Alberto Inglesi                                              |
| Selva                      | 1992              | Polisportiva Mens Sana                                                  | Pier Luigi Olla                                              |
| Lupa                       | 1993              | Amministrazione Provinciale di Siena                                    | Fabio Belleschi                                              |
| Lupa                       | 1994              | Associazione Pubblica Assistenza Siena                                  | Alberto Inglesi                                              |
| Tartuca                    | 1995              | Donne delle Contrade                                                    | Caterina Cafarelli                                           |
| Civetta                    | 1996              | Donatori di sangue delle Contrade                                       | Giuliano Vanni                                               |
| Istrice                    | 1997              | Barbareschi delle Contrade                                              | Laura Brocchi                                                |
| Lupa                       | 1998              | Comitato senesi Extra Moenia                                            | Pier Luigi Olla                                              |
| Istrice                    | 1999              | Associazione nazionale carabinieri Sez. di Siena                        | Caterina Cafarelli, C.L. Belforte                            |
| Giraffa                    | 2000              | Arciconfraternita Misericordia di Siena                                 | Alberto Inglesi                                              |
| Onda                       | 9 settembre 2000  | Consorzio Elettricisti Senesi                                           | Vittoria Marziari                                            |
| Chiocciola                 | 2001              | Accademia dei Rozzi                                                     | Alfredo Pirri                                                |
| Chiocciola                 | 2002              | Rotary Clubs                                                            | Giuseppe Calonaci                                            |
| Istrice                    | 2003              | Società Dante Alighieri                                                 | Oreficeria Bianciardi                                        |
| Chiocciola                 | 2004              | Chiron Vaccines S.p.A.                                                  | Coop. Riuscita Sociale                                       |
| Giraffa                    | 2005              | "I ragazzi del '53"                                                     | Alberto Inglesi                                              |
| Bruco                      | 2006              | "Quelli del '42"                                                        | Laura Brocchi                                                |
| Pantera                    | 2007              | Gli ex capitani degli anni '80                                          | Laura Brocchi                                                |
| Drago                      | 2008              | Periodico Il Carroccio                                                  | Eugenia Vanni                                                |
| Nicchio                    | 2009              | Associazione Costone Ricreatorio Pio II                                 | Aldo Agnini                                                  |
| Lupa                       | 2010              | Associazione Volontari Ospedalieri                                      | Pierluigi Olla                                               |
| Istrice                    | 2011              | Associazione La Diana                                                   | Pierluigi Olla                                               |
| Lupa                       | 2012              | Società di Contrada                                                     | Studenti dell'Istituto d'arte Duccio di Buoninsegna di Siena |
| Nicchio                    | 2013              | Comitato Permanente Economi                                             | Laura Brocchi                                                |
| Torre                      | 2014              | Le donne delle Contrade                                                 | Laura Brocchi                                                |
| Giraffa                    | 2015              | LILT Siena                                                              | Vittoria Marziari                                            |
| Istrice                    | 2016              | Rosanna Bonelli detta Diavola (e Rompicollo)                            | Chiara Flamini                                               |
| Oca ( Drago pari punti)    | 2017              | Lions Club Siena                                                        | Paolo Penko                                                  |
| Nicchio                    | 2018              | Associazione nazionale Polizia di Stato                                 | Alessandra Damiani                                           |
| Istrice ( Lupa pari punti) | 20 ottobre 2018   | Coordinamento addetti Gruppo Piccoli e Giovani delle 17 Contrade        | Sara Cafarelli                                               |
| Istrice                    | 2019              | Auser Comunale di Siena                                                 | Chiara Tambani                                               |
| Valdimontone               | 2022              | "Feriae Matricularum" di Siena                                          | Dante Mortet                                                 |
| Torre                      | 2023              | Archivisti delle 17 Contrade                                            | Laboratorio orafo "Il Galeone"                               |
| Torre                      | 2024              | Gruppo Donatori di Sangue delle Contrade                                | Lara Androvandi                                              |
| Torre                      | 2025              | Associazione Storica Palcaioli di Siena e Associazione Palcaioli Senesi | Laura Brocchi                                                |

### Vittorie per Contrada
| Contrada     | Vittorie dal 1950 | Edizioni vinte                                                                  |
| ------------ | ----------------- | ------------------------------------------------------------------------------- |
| Aquila       | 2                 | 1953 - 1958                                                                     |
| Bruco        | 5                 | 1952 - 1957 - 1972 - 1990 - 2006                                                |
| Chiocciola   | 9                 | 1954 - 1961 - 1970 - 1982 - 1984 - 1986 - 2001 - 2002 - 2004                    |
| Civetta      | 4                 | 1971 - 1972 - 1983 - 1996                                                       |
| Drago        | 7                 | 1959 - 1951 - 1967 - 1973 - 1987 - 1991 - 2008                                  |
| Giraffa      | 10                | 1951 - 1967 - 1969 - 1969 (settembre) - 1973 - 1980 - 1985 - 2000 - 2005 - 2015 |
| Istrice      | 8                 | 1950 - 1997 - 1999 - 2003 - 2011 - 2016 - 2018 (ottobre) - 2019                 |
| Leocorno     | 2                 | 1973 - 1980                                                                     |
| Lupa         | 8                 | 1952 - 1974 - 1976 - 1993 - 1994 - 1998 - 2010 - 2012                           |
| Nicchio      | 9                 | 1953 - 1959 - 1960 - 1965 - 1979 - 1986 - 2009 - 2013 - 2018                    |
| Oca          | 2                 | 1956 - 2017                                                                     |
| Onda         | 4                 | 1955 - 1977 - 1989 - 2000                                                       |
| Pantera      | 3                 | 1956 - 1957 - 2007                                                              |
| Selva        | 3                 | 1973 - 1975 - 1992                                                              |
| Tartuca      | 3                 | 1954 - 1988 - 1995                                                              |
| Torre        | 10                | 1954 - 1955 - 1961 - 1963 - 1978 - 1981 - 2014 - 2023 - 2024- 2025              |
| Valdimontone | 2                 | 1959 - 2022                                                                     |

## Altre città
Il Masgalano era il premio che si aggiudicava nelle feste rituali, in specie tra il XVI e il XVII sec., il cavaliere o altre rappresentanze che dimostravano maggior eleganza, portamento o sfarzo (pompa) nelle proprie vestizioni, esibizioni o esercizi. Difatti, con la fine del medioevo le giostre, tornei, pali andarono ad ingentilirsi nelle forme, limitando le pericolosità degli scontri o delle sfide, fino in alcune realtà a perdere il valore competitivo, divenendo pure a volte delle vere e proprie teatralizzazioni o rappresentazioni.
Nella tradizione della Giostra del Saracino di Arezzo in occasione della giostra ad burattum corsa il 30 settembre 1612 in onore della visita di Cosimo II con un Masgalano verrà premiato il cavaliere più elegante. Questa Giostra è succintamente descritta da Dimiurgo Lambardi, aretino storiografo granducale, che annota svolta dinanzi al palazzo ove dimoravano il Granduca e la consorte Maria Maddalena d'Austria, nello slargo adiacente alle scalinate del sagrato del Duomo, che svolsero la funzione di platea. Si contesero la vittoria “sei Cavalieri Gentilhuomini aretini molto bene et riccamente ornati con bei cavalli bardati, con paggi e lance”, il primo premio consegnato dallo stesso Granduca consistette in “tre collane d'oro e una bottoniera d'oro con gioie di diversa natura”. Ripristinato in epoca moderna oggi è destinato al Quartiere che durante la marcia degli armati che percorre la città prima dell'entrata in piazza per correr Giostra ha condotto le sue compagini nel modo più attinente e adeguato secondo i parametri descritti fin dal 1932. Oggi è intitolato alla memoria del regista Fulvio Tului che agli inizi degli anni '60 rinnovò il percorso della sfilata.